# Carl Pruitt
Charles „Carl“ Pruitt (* 3. Juni 1918 in Birmingham, Alabama; † Juni 1977 in Pittsburgh, Pennsylvania) war ein US-amerikanischer Rhythm-&-Blues- und Jazz-Musiker (Kontrabass, E-Bass).
Pruitt spielte Mitte der 1940er-Jahre bei Cootie Williams, mit dem erste Aufnahmen entstehen; u. a. die Ersteinspielung von ’Round Midnight am 22. August 1944 und Anfang 1945 mit Charlie Parker (Floogie Boo). 1945 tourte er im Rahmen der Truppenbetreuung mit dem Jeter-Pillars Orchestra. In der zweiten Hälfte des Jahrzehnts arbeitete er in New York City u. a. in den Bands von Roy Eldridge, Lucky Millinder, Bull Moose Jackson, in den 1950ern mit den Jazz- und R&B-Musikern Wynonie Harris, Mabel Scott, Arnett Cobb, Mary Lou Williams, Sonny Thompson, Sarah McLawler, Earl Hines, Bill Doggett, Stick McGhee, Sahib Shihab, Big John Greer, Little Willie John, Roland Kirk (Triple Threat), Eddie Lockjaw Davis, Harold Shorty Baker und dem Pianisten George Shearing, mit dem er 1959 auf dem Newport Jazz Festival und bei der Timex All Star Jazz Show auftritt.
In den 1960er-Jahren war Pruitt noch an Aufnahmen von Della Reese und Ray Nance beteiligt; mit Woody Herman and the Thundering Herd trat er 1967 auf dem Monterey Jazz Festival auf. Ferner wirkte er als Studiomusiker bei Aufnahmen von The Ink Spots und James Brown mit. Im Bereich des Jazz war er zwischen 1944 und 1975 an 96 Aufnahmesessions beteiligt, zuletzt mit Sammy Price, Gene „Mighty Flea“ Conners und Doc Cheatham bei einer Europatournee, bei der Konzertmitschnitte in Frankreich und der Schweiz entstanden. 1972 hatte er mit Joanne Brackeen ein Engagement im New Yorker Jazzclub West Boondock.